# Presidential Citizens Medal

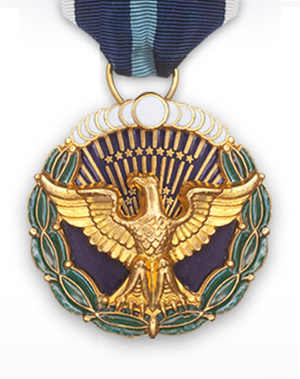
Die Bürgermedaille des Präsidenten

Die Presidential Citizens Medal (deutsch Bürgermedaille des Präsidenten) ist die zweithöchste zivile Auszeichnung in den Vereinigten Staaten nach der Presidential Medal of Freedom. Sie wird durch den Präsidenten der Vereinigten Staaten verliehen. Eine posthume Verleihung ist möglich, eine mehrfache Verleihung an dieselbe Person ist nicht vorgesehen.
Gestiftet wurde die Medaille am 13. November 1969 und wurde 1973 zum ersten Mal verliehen. Sie kann an jeden Staatsbürger der USA verliehen werden, der „beispielhafte Taten für sein Land oder seine Mitbürger erbracht hat“. Jeder kann Vorschläge beim Weißen Haus einreichen, wer mit der Medaille ausgezeichnet werden sollte.
Die Medaille besteht aus Gold und Emaille und ist mit dem Siegel des Präsidenten der Vereinigten Staaten versehen. Der Weißkopfseeadler ist von einem Lorbeerkranz umgeben. Die Medaille ist befestigt an einem Band, das aus zwei dunkelblauen und einem hellblauen Streifen in der Mitte und einem weißen Rand an beiden Seiten besteht.

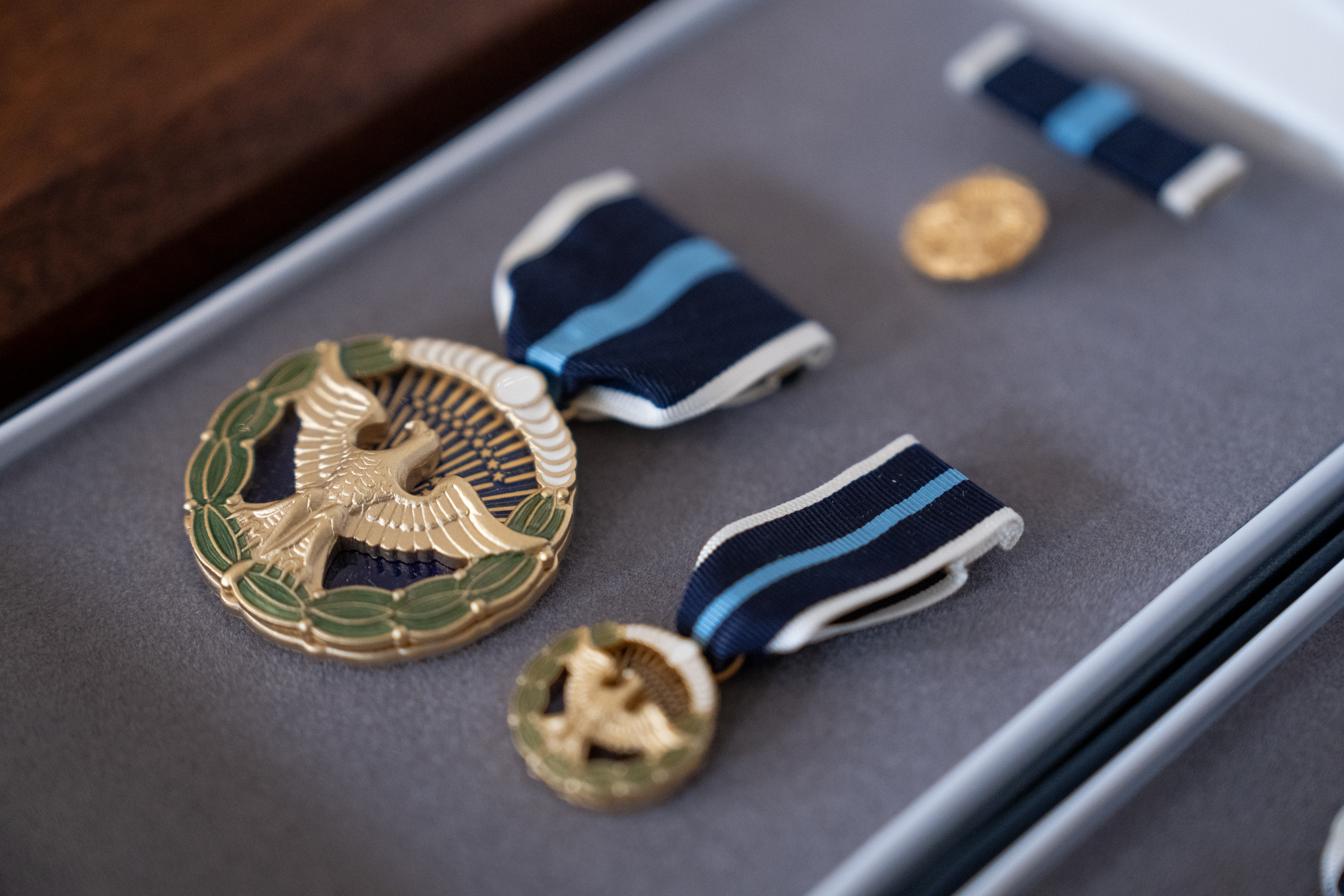
(2025)

Nur sehr wenige Personen haben sowohl die Presidential Citizens Medal als auch die Presidential Medal of Freedom erhalten; ein Beispiel ist Muhammad Ali (Citizens Medal 2001, Medal of Freedom 2005).

## Träger
| Träger                         | Jahr | Notiz     |
| ------------------------------ | ---- | --------- |
| Henry „Hank“ Aaron             | 2001 |           |
| Albert Abramson                | 1998 |           |
| David M. Abshire               | 1989 |           |
| Clarence Alexander             | 2011 |           |
| Muhammad Ali                   | 2001 |           |
| Juan Andrade, Jr.              | 2001 |           |
| Richard Lee Armitage           | 1989 |           |
| Brooke Astor                   | 1988 |           |
| Hubert Dickey Ballantine       | 1981 |           |
| Arnold O. Beckman              | 1989 |           |
| Ezra Taft Benson               | 1989 |           |
| Mitchell Besser                | 2008 |           |
| James H. Billington            | 2008 |           |
| Forrest M. Bird                | 2008 |           |
| Milly Bloomquist               | 2011 |           |
| James Scott Brady              | 1989 |           |
| T. Berry Brazelton             | 2012 |           |
| Ward Brehm                     | 2008 |           |
| Ruby Bridges                   | 2001 |           |
| Roberta Diaz Brinton           | 2010 |           |
| Daisy M. Brooks                | 2010 |           |
| Ronald H. Brown                | 2001 | (posthum) |
| William F. Buckley, Jr.        | 1989 |           |
| Adam Burke                     | 2012 |           |
| Don R. Cameron                 | 2001 |           |
| Frank C. Carlucci              | 1983 |           |
| Raymond Castellani             | 1995 |           |
| Raymond G. Chambers            | 2008 |           |
| Betty Kwan Chinn               | 2010 |           |
| Cynthia M. Church              | 2010 |           |
| Roberto Clemente               | 1973 | (posthum) |
| Bruce Cole                     | 2008 |           |
| Charles Colson                 | 2008 |           |
| Mary Jo Copeland               | 2012 |           |
| Carol Coston, O.P.             | 2001 |           |
| Archibald Cox                  | 2001 |           |
| Chester A. Crocker             | 1989 |           |
| Arthur Culvahouse Jr.          | 1989 |           |
| Rachel Davino                  | 2012 | (posthum) |
| Joe Alton Delaney              | 1983 | (posthum) |
| Charles DeLisi                 | 2001 |           |
| Bob Dole                       | 1989 |           |
| Michael Dorman                 | 2012 |           |
| General Wayne A. Downing       | 2008 |           |
| Samuel Nelson Drew             | 1995 | (posthum) |
| Kenneth M. Duberstein          | 1989 |           |
| Lawrence Eagleburger           | 1991 |           |
| Vijaya Lakshmi Emani           | 2011 | (posthum) |
| Jaime Escalante                | 1988 |           |
| Mike Feinberg                  | 2008 |           |
| Edwin J. Feulner               | 1989 |           |
| Arnold Fisher                  | 2008 |           |
| Max M. Fisher                  | 1989 |           |
| Zachary Fisher                 | 1995 |           |
| Marlin Fitzwater               | 1993 |           |
| John P. Foley, S.J.            | 2008 |           |
| Malcolm S. Forbes              | 1989 |           |
| Donald R. Fortier              | 1989 | (posthum) |
| Robert C. Frasure              | 1995 | (posthum) |
| Robert M. Gates                | 1992 |           |
| Robert P. George               | 2008 |           |
| Susan Retik Ger                | 2010 |           |
| Dana Gioia                     | 2008 |           |
| Maria Gomez                    | 2012 |           |
| C. Boyden Gray                 | 1993 |           |
| Jack Greenberg                 | 2001 |           |
| Elinor C. Guggenheimer         | 1997 |           |
| Richard N. Haass               | 1991 |           |
| Dorothy Height                 | 1989 |           |
| Charlton Heston                | 1989 |           |
| David Hermelin                 | 2000 | (posthum) |
| John S. Herrington             | 1989 |           |
| Samuel J. Heyman               | 2008 |           |
| William R. (Rich) Higgins      | 1992 | (posthum) |
| David Ho                       | 2001 |           |
| Dawn Hochsprung                | 2012 | (posthum) |
| Don Hodel                      | 1989 |           |
| Mary K. Hoodhood               | 2010 |           |
| Leamon Hunt                    | 1984 |           |
| Janice Jackson                 | 2012 |           |
| Pamela Green Jackson           | 2012 |           |
| Bernice Young Jones            | 1996 |           |
| I. King Jordan                 | 2001 |           |
| Herman Kahm                    | 1989 | (posthum) |
| Max Kampelman                  | 1989 |           |
| Richard James Kerr             | 1991 |           |
| Robert M. Kimmitt              | 1991 |           |
| Russell Kirk                   | 1989 |           |
| Lane Kirkland                  | 1989 |           |
| Wendy Kopp                     | 2008 |           |
| Joseph C. Kruzel               | 1995 |           |
| Donald W. Landry               | 2008 |           |
| Janice Langbehn                | 2011 |           |
| Patience Lehrman               | 2012 |           |
| Dave Levin                     | 2008 |           |
| Anthony Lewis                  | 2001 |           |
| Alan Lovelace                  | 1981 |           |
| Jeanne Manford                 | 2012 | (posthum) |
| Adair Margo                    | 2008 |           |
| Robert S. Martin               | 2008 |           |
| John O. Marsh, Jr.             | 1989 |           |
| Andrew W. Marshall             | 2008 |           |
| Martin Mathews                 | 1981 |           |
| Oseola McCarty                 | 1995 |           |
| Kimberly McGuiness             | 2010 |           |
| Richard Meadows                | 1995 | (posthum) |
| Bob Michel                     | 1989 |           |
| Jeffery L. Miller              | 2008 |           |
| Billy Mills                    | 2012 |           |
| Irene Morgan                   | 2001 |           |
| Erwin Morse                    | 2008 |           |
| Constance Baker Motley         | 2001 |           |
| Jorge Muñoz                    | 2010 |           |
| Anne Marie Murphy              | 2012 | (posthum) |
| William H. Natcher             | 1994 |           |
| Lisa Nigro                     | 2010 |           |
| David Paton                    | 1987 |           |
| Claiborne Pell                 | 1994 |           |
| Pete Peterson                  | 2000 |           |
| Mary Ann Phillips              | 2010 |           |
| General Colin Powell           | 1989 |           |
| Donald E. Powell               | 2008 |           |
| Elizabeth Cushman Titus Putnam | 2010 |           |
| Anne-Imelda M. Radice          | 2008 |           |
| Arnold Lewis Raphel            | 1989 | (posthum) |
| Rick Rescorla                  | 2019 | (posthum) |
| Susan Retik                    | 2010 |           |
| Rozanne L. Ridgeway            | 1989 |           |
| Helen Rodriguez-Trias          | 2001 |           |
| Adele Rogers                   | 1973 |           |
| John F. W. Rogers              | 1985 |           |
| Edward L. Rowny                | 1989 |           |
| Edward Roybal                  | 2001 |           |
| Robert Rubin                   | 2001 |           |
| Warren Rudman                  | 2001 |           |
| Charles Ruff                   | 2001 | (posthum) |
| Myrtle Faye Rumph              | 2010 |           |
| Lauren Rousseau                | 2012 | (posthum) |
| Elbert Rutan                   | 1986 |           |
| Richard Rutan                  | 1986 |           |
| Rabbi Arthur Schneier          | 2001 |           |
| Timothy R. Scully, C.S.C.      | 2008 |           |
| Eli J. Segal                   | 2001 |           |
| John F. Seiberling             | 2001 |           |
| John Sengstacke                | 2001 | (posthum) |
| Mary Sherlach                  | 2012 | (posthum) |
| Terry Shima                    | 2012 |           |
| Fred L. Shuttlesworth          | 2001 |           |
| Gary Sinise                    | 2008 |           |
| Victoria Leigh Soto            | 2012 | (posthum) |
| Larry Speakes                  | 1987 |           |
| Stuart K. Spencer              | 1989 |           |
| Adrian St. John                | 1995 |           |
| William H. Taft, IV            | 1989 |           |
| Elizabeth Taylor               | 2001 |           |
| Edward Teller                  | 1989 |           |
| Strom Thurmond                 | 1989 |           |
| Richard H. Truly               | 1989 |           |
| Armando Valladares             | 1989 |           |
| John Volpe                     | 1983 |           |
| Vernon A. Walters              | 1989 |           |
| Admiral James D. Watkins       | 2008 |           |
| Raymond Weeks                  | 1982 |           |
| Geo. J. Weiss Jr.              | 2010 |           |
| John C. Whitehead              | 1989 |           |
| Charles Z. Wick                | 1989 |           |
| Marion Wiesel                  | 2001 |           |
| Harris Wofford                 | 2012 |           |
| Robert L. Woodson, Sr.         | 2008 |           |
| Patrisha Wright                | 2001 |           |
| Joseph R. Wright, Jr.          | 1989 |           |
| Sidney R. Yates                | 1993 |           |
| Jeana Yeager                   | 1986 |           |
| Tony Zale                      | 1990 |           |

- Die Lehrer Rachel D’Avino, Dawn Hochsprung, Anne Marie Murphy, Lauren Rousseau, Mary Sherlach und Victoria Leigh Soto erhielten 2012 posthum die Medaille.